# هيلا روزين
هيلا روزين (بالعبرية: הילה רוזן‏) هي لاعب كرة مضرب إسرائيلية، ولدت في 5 سبتمبر 1977 في حيفا في إسرائيل.

## وصلات خارجية
- هيلا روزين على موقع رابطة محترفات التنس (الإنجليزية)
- هيلا روزين على موقع الاتحاد الدولي لكرة المضرب (الإنجليزية)
- هيلا روزين على موقع كأس بيلي جين كينغ (الإنجليزية)
- هيلا روزين على موقع خلاصة التنس.كوم (الإنجليزية)